# Stéphane Allouane
Stéphane Allouane est un boxeur français né le 6 février 1969 à Villeneuve-Saint-Georges.

## Carrière
Médaillé de bronze aux championnats du monde de boxe amateur à Tampere en 1993 dans la catégorie des poids lourds, sa carrière amateur est également marquée par une médaille d'argent aux jeux méditerranéens de Narbonne la même année.
Au niveau national, il est champion de France de boxe amateur dans la catégorie des poids lourds en 1993 et 1994.